# Porolisso

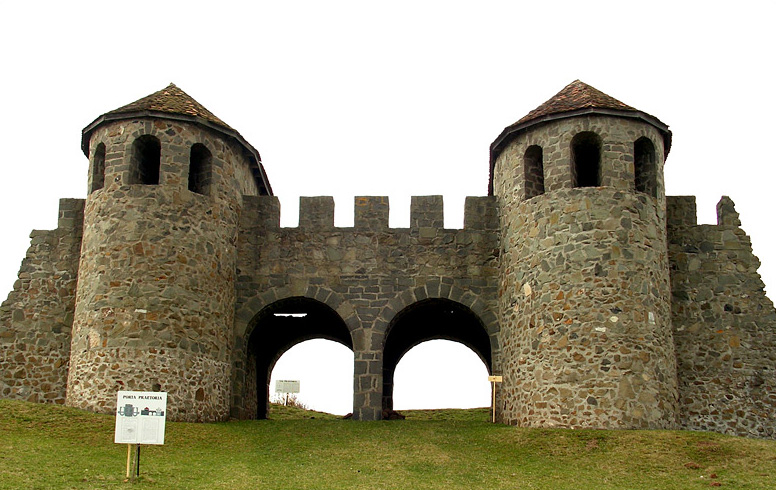
Porta frontal reconstruída de Porolisso

Porolisso (em latim: Porolissum) foi uma cidade romana na Dácia. Fundada em 106 como um campo militar, em 124 tornou-se a capital da Dácia Porolissense. Situada perto da aldeia de Moigrad da comuna de Mirşid, distrito de Sălaj, a 8 km de Zalău, é um dos sítios arqueológicos melhor preservados da Romênia.